# Castell de Sant Martí de Tous
El Castell de Sant Martí de Tous  és actualment un gran casal residencial fortificat, molt restaurat, situat al poble de Sant Martí de Tous, de la comarca de l'Anoia i al límit de la Conca de Barberà. És considerat Bé Cultural d'Interès Nacional.

## Història
Les primeres notícies documentals, que s'insereixen dins el fenomen repoblador de la vall de l'Anoia, són del segle x. L'Any 880, Guifré el Pelós va conquerir el lloc de Tous i l'any 960, el comte de Barcelona i Osona Borrell II donà a la seu de Vic el castell de Tous que l'hi havia pervingut per aprisió dels seus pares, inclòs dins el terme del Castell de Montbui. L'any 978 es va confirmar aquesta donació per una butlla del papa Benet VII.

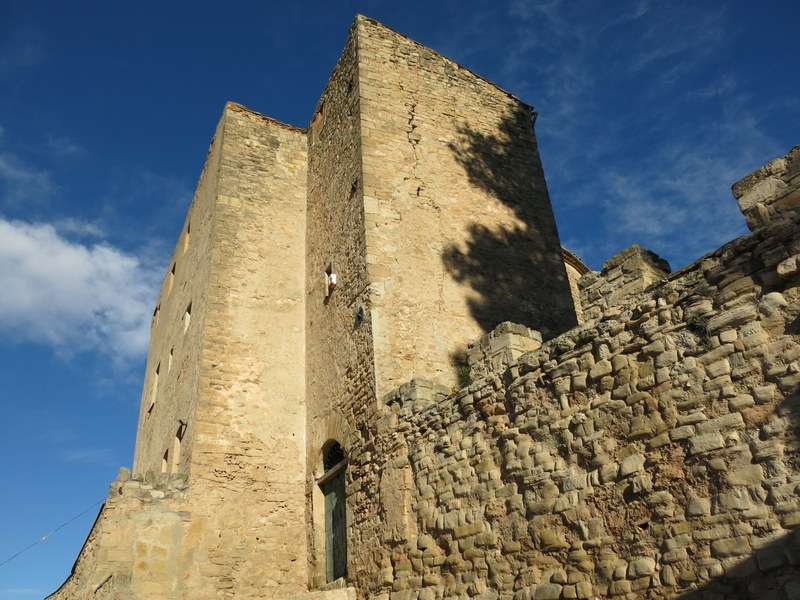
Castell de Tous (novembre 2013)

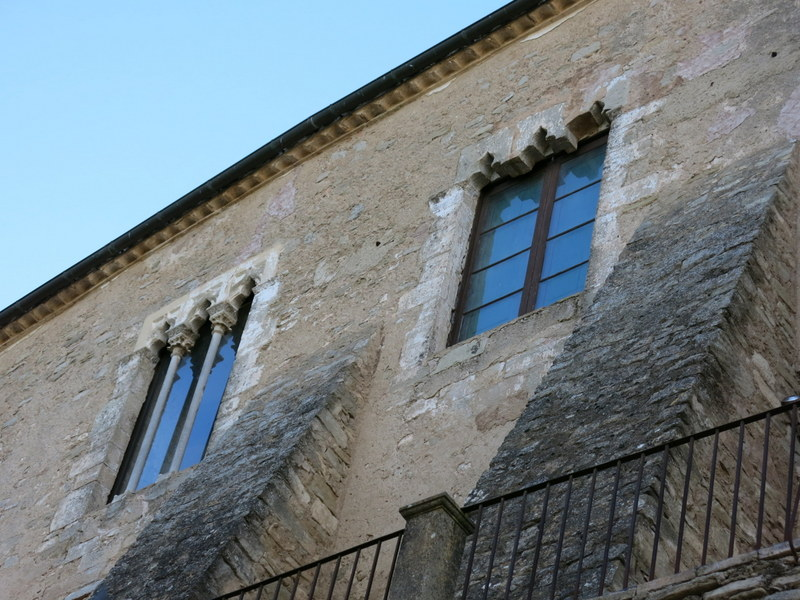
Castell de Tous: Finestres coronelles (novembre 2013)

Al llarg del segle xi, la propietat de Tous restava dins el domini superior de la seu de Vic. En temps del bisbe Oliba (1017 - 1046), aquest cedí les fortaleses de Tous, Montbui i Ocelló a Guillem d'Oló (també dit de Mediona) qui l'encomanà a un castlà anomenat Bernat de Tous. Degut a les discussions sobre els límits jurisdiccionals del castell, l'any 1018 es promulgà una sentència que en definia l'extensió com també la del terme de la Roqueta, senyorejat per Hug de Cervelló, oncle de Bernat Sendred de Gurb-Queralt. L'any 1027, un altre litigi acabà amb dictamen a favor del bisbe de Vic, Oliba. El 1032, Guillem d'Oló feu testament abans d'anar a lluitar contra els sarraïns en el qual encomanava Tous a Ramon, fill de Bernat de Tous. El fill i successor d'aquest, Pere Ramon de Tous, apareix documentat del 1079 al 1095 i exercint com a senyor directe de tota la demarcació.
A principis del segle xii Pere de Tous, fill de Pere Ramon de Tous, feu jurament de fidelitat al bisbe de Vic, Ramon Gaufred (1109 - 1146). L'any 1172, consta que un Ramon de Tous deté la castlania i l'any 1188 feu un acte de concòrdia amb el bisbe de Vic, Ramon de Xetmar (1185 - 1194) sobre el feu del castell de Tous.
La continuïtat dels Tous com a castlans és palesa tot el segle xiii i hi ha diversos homenatges de fidelitat al bisbat de Vic. Amb tot, el predomini de la seu de Vic s'interrompé el 1318 en cedir el bisbe de Vic el castell de Tous al rei Jaume II, juntament amb els de Cucalla, Montbui i Ocelló. Els Tous, però, mantindran el seu domini i l'any 1347 Bernat de Tous compra la plena jurisdicció per la quantitat de 12.000 sous. Els seus successors l'empenyoraren al príncep Joan I el 1386. La supremacia dels Tous acabà el 1423 quan vengueren el castell als Perellós (Ponç de Perellós). L'any 1441 la propietat fou venuda als Saplana i l'any 1505, Isabel Saplana la donà al monestir badaloní de Sant Jeroni de la Murtra. Els monjos jerònims n'ostentaren la jurisdicció total (civil, militar i econòmica) fins a les desamortitzacions, el 1835. En compliment del decret de desamortització, el castell i les seves possessions (terra per 249 jornals de llaurar i dos molins fariners), van ser subhastats públicament i comprades per propietaris privats successivament. Els darrers propietaris foren la familia Rojas d'Igualada que el comprà l'any 1918.

## Descripció
El castell es troba al cim d'un turó, a 455 metres d'altitud, dominant a l'esquerra la riera de Tous. Tot i que ha estat reconstruït sense cap preocupació arqueològica i adaptat per a un nou servei més aviat residencial, es poden observar encara elements que permeten determinar les seves característiques de fortalesa. És més sembla que els fonaments de l'edifici actual en són els del primitiu.
De la torre emmerletada que es pot observar, hi ha la llegenda següent: "Dicc." Madoz, a mitjans del segle xix, "este castillo tiene una torre del tiempo de los árabes, capaz de contener bastante tropa; però fue incendiado y en parte destruido por los carlistas en 1838".
Es tracta d'una construcció sòbria, de pedra i de morter, de la qual cal destacar a la planta baixa uns murs amb presència d'«opus spicatum», probablement procedents de la primitiva edificació.
L'edificació actual és bàsicament gòtica, amb moltes modificacions posteriors i una restauració moderna. Cal destacar les finestres coronelles (finestres altes i estretes, xapades per una o diverses columnes primes de pedra sobre les quals descansen arcs de mig punt) d'arc trilobulat, amb festejadors. També, els arcs de diafragma que es poden veure en diverses sales.